# Laurens Walter

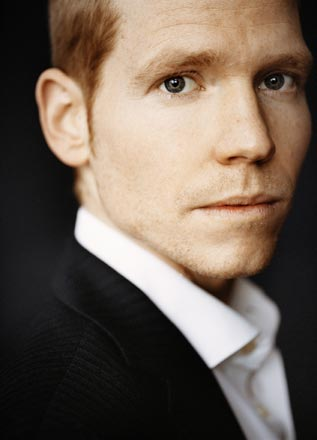
Laurens Walter (2009)

Laurens Walter (* 1977 in Münsterlingen, Schweiz) ist ein österreichischer Schauspieler.

## Leben und Wirken
Erste professionelle Theatererfahrungen sammelte Laurens Walter beim Bochumer Projekt Theater Total. Von 1998 bis 2001 besuchte er dann die Westfälische Schauspielschule in Bochum. Im Anschluss an die Ausbildung wurde Laurens Walter unter anderem am Schauspielhaus Bochum, an den Wuppertaler Bühnen und am Theater Aachen engagiert. 2003 leitete er außerdem zusammen mit Cornelia Dörr den Jugendclub am Aachener Theater.
2001 stand Laurens Walter zum ersten Mal für den Fernsehfilm Wenn die Liebe verloren geht vor der Kamera. Zudem spielte Laurens Walter in dem Kinofilm Die Österreichische Methode mit, welcher 2006 seine Uraufführung auf den Hofer Filmtagen hatte. Einem breiteren Publikum wurde Laurens Walter bekannt durch die Rolle des Lars Lehnhoff in der Fernsehserie Stromberg.
Unter der Regie von Timo Müller spielte Laurens Walter seine erste Hauptrolle in dem Kinospielfilm Morscholz.
2017 spielte Laurens Walter die Rolle des Kommissar Fischer im Filmdrama Aus dem Nichts von Fatih Akin.
Nachdem Laurens Walter ein Trainingsprogramm in New York absolviert hatte, spielte er außerdem ab 2008 in der Stuttgarter und der Berliner Show als Blue Man in der Blue Man Group.
Parallel spielte er u. a. am HAU, am Ballhaus Naunynstrasse und bei der Shakespeare Company Berlin.
Laurens Walter ist verheiratet mit der Schauspielerin İdil Üner, hat zwei Töchter und lebt in Hamburg.

## Filmografie (Auswahl)
- 2002: Wenn die Liebe verloren geht (Fernsehfilm)
- 2005–2012: Stromberg (Fernsehserie)
- 2006: Die Österreichische Methode
- 2008: Morscholz
- 2009: Parkour
- 2010: Carlos – Der Schakal
- 2010: Notruf Hafenkante (Fernsehserie)
- 2010: Runaway (Kurzspielfilm)
- 2011: Nacht ohne Morgen (Fernsehfilm)
- 2012: Tatort – Die Ballade von Cenk und Valerie (Fernsehfilm)
- 2013: Unsere Mütter, unsere Väter (Fernsehserie, 1 Folge)
- 2014: Stromberg – Der Film
- 2015: Blochin (Fernsehfilm)
- 2016: Sibel & Max (Fernsehserie, 1 Folge)
- 2016: In aller Freundschaft – Die jungen Ärzte (Fernsehserie, Folge Verständnis)
- 2017: Aus dem Nichts
- 2018: Stralsund – Waffenbrüder
- 2018: Einmal Sohn, immer Sohn
- 2019: Tage des letzten Schnees
- 2019: Der Goldene Handschuh
- 2019: Ihr letzter Wille kann mich mal!
- 2019: Fast perfekt verliebt
- 2021: Wilsberg – Unser tägliches Brot (Fernsehreihe)
- 2021: SOKO Hamburg: Tod an der Alster
- 2021: Die Höhenluft – für Alle und Keinen
- 2022: McLenBurger – 100% Heimat
- 2022: SOKO Stuttgart: Schachmatt
- 2023: Hotel Mondial (Fernsehserie, Folge Der perfekte Sturm)
- 2024: Alles gelogen (Fernsehfilm)

## Auszeichnungen
- 2008: Nominierung für den Förderpreis Deutscher Film in der Kategorie Hauptdarsteller männlich für seine Rolle in Morscholz